# 이성군 (성종)
이성군 이관(利城君 李慣, 1489년 2월 20일(음력 1월 11일) ~ 1553년 1월 23일(음력 1552년 12월 29일))은 조선의 왕족으로 성종의 10남이자 서8남이다. 생모는 숙용 심씨이다.

## 생애
1489년(성종 20년), 성종(成宗)과 숙용 심씨(淑容 沈氏)의 아들로 태어났으며 이름은 관(慣)이다.
1497년(연산군 3년), 이성군(利城君)에 책봉되었다. 총명하고 능력이 있어 종친으로서는 드물게 조정에서 직책을 맡아 일하였다. 문소전(文昭殿)·연은전(延恩殿)·사옹원(司饔院) 등의 도제조를 역임하였다.
1515년(중종 10년) 부인 문씨와 사별하였으며, 3년 후인 1518년(중종 13년)에 안동 권씨와 재혼하였다.
1528년(중종 23년)에 선릉(宣陵)의 헌관(獻官)이 되었고, 1540년(중종 35년) 선원전(璿源殿) 치제에 헌관이 되었다.
1537년(중종 32년), 이성군은 질병을 치료한다는 핑계로 거처를 만들어 첩을 데리고 살면서 민간에 피해를 끼쳐 지역 백성들이 이사가는 일이 발생하자, 간원이 중종에게 이성군을 파직한 뒤 추고할 것을 청하였다.
명종이 즉위하자 윤임(尹任)을 탄핵한 공적으로 위사공신(衛社功臣) 1등에 책록되었다.
1549년(명종 4년) 중종의 어용(御容)을 추화(追畵)할 때는 도제조가 되어 감독하였는데 모습이 똑같지 않자 대죄를 청하기도 하였다.
1552년(명종 7년) 음력 12월 사망하였다. 시호는 장평(章平)이다.

## 묘소
묘는 경기도 고양시 덕양구 대자동 대자골에 위치하며 이성군의 봉분을 중심으로 배 곤산군부인 남평문씨와 계배 풍산군부인 안동 권씨의 봉분이 좌우에 있다. 3기의 봉분 앞에는 묘비가 서 있으며 봉분의 총둘레는 17cm이다. 묘역의 석물로는 묘 앞 중앙에 상석, 장명등, 망주석, 문인석 등이 각기 배치되어 있다.
1556년(명종 11년) 세운 대리석의 묘비는 ‘왕자이성군 증시장평공지묘(王子利城君贈諡章平公之墓)’라 쓰여져 있는데 장방형의 비좌에 정교하게 조각된 이수를 갖추고 있다. 비문은 정사룡이 짓고 송인이 글씨를 썼으며 한경우가 전자를 썼다. 비의 규모는 높이 170cm, 폭 65cm, 두께 15cm이다.

## 가족 관계
| - 아버지 : 성종(成宗, 1457 ~ 1494) - 어머니 : 숙용 심씨(淑容 沈氏, 1465 ~ 1515) - 누나 : 경순옹주 옥환(慶順翁主 玉環, 1482 ~ ? ) - 누나 : 숙혜옹주 벽환(淑惠翁主 璧環, 1486 ~ 1525) - 동생 : 영산군 전(寧山君 恮, 1490 ~ 1538) | - 정부인 : 곤산군부인 남평 문씨(昆山郡夫人 南平文氏) - 인의(引儀) 증찬성(贈贊成) 문간(文簡)의 딸 - 계부인 : 풍산군부인 안동 권씨(豊山郡夫印 安東權氏) - 군수(郡守) 증찬성(贈贊成) 권 수중(權守中)의 딸 - 장남 : 경양군 이수환(景陽君 李壽環) - 며느리 : 김혼(金渾)의 딸 - 손자 : 영평군 이구(寧平君 李耉, 1529 ~ 1577) - 손자 : 영성부정(寧城副正) 이노질(李老至) - 손녀 : 윤자(尹栥)의 아들 찰방(察訪) 윤천석(尹天錫)의 처 - 손녀 : 전주 이씨 - 류복(柳澓)의 처 - 손자 : 영해부수(寧海副守) 이모(李耄) - 차남 : 금구정(金龜正) 이수붕(李壽朋) - 며느리 : 심분(沈汾)의 딸 - 며느리 : 봉사(奉事) 송헌(宋獻)의 딸 - 손자 : 광릉부정(廣陵副正) 이기(李麒) - 손녀 : 남륜(南崙)의 아들 별제(別提) 남대해(南大海)의 처 - 손자 : 월성도정(月城都正) 이노방(李老放) - 3남 : 운성군 이수철(雲城君 李壽鐵) - 며느리 : 장인효(張仁孝)의 딸 - 손자 : 해풍군 이기(海豊君 李耆) - 손자 : 월성도정(月城都正) 이방(李耂+放) - 4남 : 한원수(漢原守) 이인수(李麟壽) - 며느리 : 송기연(宋杞連)의 딸 - 5남 : 화산군 이수경(花山君 李壽卿) - 며느리 : 정관(鄭綰)의 딸 - 손자 : 명원도정(明原都正) 이효(李孝) - 손자 : 순원령(順原令) 이저(李翥) → 백부 한원수(漢原守)에게 양자로 출계 - 손자 : 흥원군 이자(興原君 老+者) - 손녀 : 신건(申鍵)의 처 - 손자 : 의원군 이모(義原君 李 老+山) - 손자 : 계원부령(桂原副令) 이물(李 老+易) - 손녀 : 황정신(黃正身)의 처 - 장녀 : 경주 이씨 감찰(監察) 이락(李洛)의 처 |